# Meningococcus
Neisseria meningitidis, tên gọn meningococcus, là một loài vi khuẩn gram âm xếp dạng song cầu được biết đến nhiều vì vai trò của nó trong bệnh viêm màng não và nhiều dạng bệnh do meningococcus như nhiễm khuẩn máu (meningococcemia). N. meningitidis còn là tác nhân chính gây ra nhiều bệnh nguy hiểm đến tính mạng ở trẻ em các nước phát triển và là nguyên nhân của các trận dịch ở châu Phi và châu Á.
Xấp xỉ 2500 đến 3500 ca nhiễm N meningitidis xảy ra hằng năm ở Hoa Kỳ, với tỉ lệ là 1 trên 100.000 người. Tỉ lệ này ở vùng cận Sahara châu Phi dao động trong khoảng từ 1 trên 1000 đến 1 trên 100 người. Trẻ em nhỏ hơn 5 tuổi có nguy cơ mắc bệnh cao nhất, theo sau là lứa tuổi vị thành niên ở phổ thông.
Anton Weichselbaum là người đầu tiên phát hiện bệnh nhân bị nhiễm meningocci.
Meningococci chỉ có khả năng lây nhiễm cho người và chưa bao giờ phân lập từ động vật bởi vì vi khuẩn này không thể lấy chất sắt từ bất kỳ nguồn nào khác trừ con người (transferrin và lactoferrin).
Vi khuẩn hiện diện trong hệ vi khuẩn thường trú tại mũi hầu ở 5-15% người lớn. Thể viêm màng não là thể duy nhất có thể gây thành dịch.
Vi khuẩn lây nhiễm qua nước bọt của người và các chất tiết của đường hô hấp qua các động tác như ho, hôn và cắn đồ chơi trẻ em. Triệu chứng sớm của bệnh là mệt mỏi, rồi chuyển biến đột ngột sang sốt, nhức đầu cứng cổ dẫn đến hôn mê và cuối cùng là tử vong. Những triệu chứng này dễ bị nhầm lẫn với các bệnh viêm màng nào do các tác nhân sinh vật khác như Hemophilus influenzae hay Streptococcus pneumoniae. Tỉ lệ tử vong là khoảng 10% số ca mắc. Những người có hệ miễn dịch suy yếu đặc biệt có nguy cơ cao nhiễm meningococcus (ví dụ người bị suy thận hay bị cắt bỏ lách;do đó vaccine được tiêm phòng cho những người có lách không hoạt động hay phải cắt bỏ).
Những trường hợp nghi nhiễm meningitis là một trường hợp cấp cứu y khoa và cần phải can thiệp y khoa ngay lập tức. Hướng dẫn hiện tại dành cho các bác sĩ ở Vương quốc Anh đối với trường hợp nghi nhiễm meningococcus hay nhiễm khuẩn máu là nên tiêm tĩnh mạch kháng sinh (penicillin hay Cefotaxime) và cho người bệnh nhập viện. Điều này cũng đồng nghĩa với việc xác định Neisseria meningitidis ở phòng thí nghiệm sẽ khó khăn hơn khi mà kháng sinh sẽ giảm thiểu số lượng vi khuẩn hiện diện trong cơ thể. Hướng dẫn này dựa trên ý kiến cho rằng khả năng xác định sự hiện diện của vi khuẩn ít có giá trị hơn việc giảm thiểu tỉ lệ tử vong.
Nhiễm khuẩn máu gây ra bởi Neisseria meningitidis ít nhận được sự chú ý của công chúng hơn là viêm màng não do meningococcus ngay cả khi nhiễm khuẩn máu là một nguyên nhân gây tử vong cho trẻ sơ sinh. Nhiễm khuẩn máu do Meningococcus gây ra thường có triệu chứng điển hình là xuất hiện các nốt phát ban lan rộng và không bị mất màu khi ta ấn bằng vật thủy tinh và không gây ra các triệu chứng điển hình như viêm màng não. Điều đó có nghĩa là triệu chứng ban đầu này dễ bị bỏ qua và nguy cơ tử vong lên đến gần 50% chỉ sau vài giờ từ những dấu hiệu ban đầu này. Nhiều Hiệp hội sức khỏe đưa ra lời khuyên những người thấy xuất hiện các nốt ban ấn không mất màu cần đi đến phòng cấp cứu càng sớm càng tốt. Cần lưu ý rằng không phải tất cả trường hợp phát ban lan rộng đều là nhiễm khuẩn máu do meningococcus; Các khả năng khác cũng cần được xem xét (ví dụ ITP một bệnh của tiểu cầu hay Ban xuất huyết Henoch-Schönlein).
Các biến chứng của bệnh bao gồm hội chứng Waterhouse-Friderichsen (sự xuất huyết rất nặng thông thường là ở cả hai tuyến thượng thận gây ra bởi nhiễm khuẩn máu do meningococcus cấp tính), suy tuyến thượng thận, và đông máu nội mạch lan tỏa .

## Độc tố
Độc tố của N. meningitidis là nội độc tố do chất lipopolysaccharide (LPS) là thành phần của thành tế bào vi khuẩn. Các độc tố khác là polysaccharide của nang có nhiệm vụ ngăn chặn sự thực bào của đáp ứng miễn dịch của cơ thể ký chủ; và chiên mao có vai trò giúp cho vi khuẩn bám vào tế bào biểu mô của mũi-họng.
Gần đây một dòng sản sinh siêu độc tố được khám phá ở Trung Quốc. Tác động của độc tố này đang được xác định.

## Cơ chế xâm nhập
N. meningitidis là một mầm bệnh gây ra nhiễm khuẩn máu và viêm màng não. Giống như phần lớn các mầm bệnh do vi khuẩn, N. meningitidis lợi dụng hệ thống thụ thể của tế bào chủ để xâm nhập và phát triển trong tế bào chủ. Loài N.meningitidis không có hệ thống chế tiết protein tuýp III hay tuýp IV. Việc bám dính vào tế bào ký chủ được đảm nhiệm chủ yếu bởi pili tuýp IV. Các nhung mao cấu tạo bởi protein tuýp IV giúp cho sự xâm nhập của vi khuẩn bằng việc thành lập các cấu trúc vi nhung mao tại nơi tiếp giáp giữa hai tế bào. Những vi nhung mao này khởi động sự xâm nhập của vi khuẩn vào tế bào ký chủ. Kết quả cuối cùng của việc này là sự sắp xếp lại bộ khung xương actin của tế bào dẫn đến việc hình thành chỗ lồi ra của màng tế bào chứa đầy các vi khuẩn rồi tách ra khỏi tế bào ký chủ. Để xâm nhập có hiệu quả N. meningitidis cũng cần hoạt hóa các kênh tín hiệu trên màng tế bao dẫn đến việc hoạt hóa thụ thể tyrosine kinase ErbB2. Bên cạnh pili IV, các protein ngoài tế bào khác cũng liên quan đến cơ chế xâm nhập của vi khuẩn.

## Chẩn đoán
Tiêu chuẩn vàng để chẩn đoán là phân lập N. meningitidis từ dịch vô trùng của cơ thể. Mẫu dịch não tủy khi được lấy cần phải đem đến xét nghiệm để xác định vi khuẩn ngay lập tức. Việc chẩn đoán bệnh dựa vào phương phán nuôi cấy trên môi trường thạch sô-cô-la agar. Các xét nghiệm khác để phân lập khác bao gồm oxidase (tất cả Neisseria cho phản ứng dương tính) và lên men các carbohydrates như maltose, sucrose, và glucose Trong đó N. meningitidis có khả năng tổng hợp glucose và maltose. Phương pháp huyết thanh học được dùng để xác định nhóm vi khuẩn gây bệnh đã được phân lập.
Nếu vi khuẩn đã xâm nhập vào hệ tuần hoàn, nên dựa vào nuôi cấy máu để xác định vi khuẩn.
Quintain NS và Trường Đại học RMIT đã phát triển một phương pháp xét nghiệm nhanh chóng bệnh do meningococcus, cho ra kết quả chỉ trong vòng 15 phút.
Các xét nghiệm lâm sàng hiện tại được dùng để chẩn đoán bệnh do meningococcus mất từ 2 đến 48 giờ để cho ra kết quả và thường dựa trên việc nuôi cấy vi khuẩn từ mẫu máu hay dịch não tủy (CSF). Tuy nhiên, phản ứng polymerase chain reaction có thể được dùng để xác định vi khuẩn ngay cả khi đã dùng kháng sinh để giảm sự lây lan của vi khuẩn. Vì nguy cơ tử vong của bênh lên đến 15% trong vòng 12 giờ sau khi bị lây nhiễm, vấn đề sống còn là phải cho kết quả xét nghiệm càng nhanh càng tốt chứ không phải đợi kết quả trước khi dùng kháng sinh.
Quintain hiện đang làm việc với công ty company Charlwood Design đặt trụ sở tại Melbourne, để tạo ra mẫu dụng cụ lâm sàng có thể thao tác an toàn và dễ sử dụng. Kế hoạch được trông đợi sẽ hoàn tất trong vòng 2 hay 3 năm nữa, đồng lời là nền tảng cho việc chẩn đoán một loạt các bệnh lâm sàng một cách nhanh chóng về sau.

## Điều trị
Bệnh nhân khi được chẩn đoán nhiễm N. meningitidis nên được nhập viện ngay lập tức và chữa trị bằng kháng sinh (penicillin G, ceftriaxone, và cefotaxime) và săn sóc hỗ trợ. Các nghiên cứu chỉ ra rằng việc sử dụng corticosteroids không mang lại kết quả.

## Phòng ngừa
Tất cả những người có liên hệ với bệnh nhân 7 ngày trước khi khởi bệnh nên được dùng kháng sinh (rifampin, ceftriaxone, hay ciprofloxacin) để ngăn chặn sự lây nhiễm. Đặc biệt là trong trường hợp trẻ em và người giữ trẻ hay bảo mẫu có liên hệ với bệnh nhân, cũng như bất kì ai có khả năng bị phơi nhiễm thông qua các hành động nguy cơ cao như hôn, dùng chung đồ dùng sinh hoạt, hay các can thiệp y khoa như hô hấp nhân tạo. Bất cứ người nào thường xuyên ăn, ngủ hay ở nhà bệnh nhân trong vòng 7 ngày trước khi khởi bệnh hay người ngồi cạnh bệnh nhân trên chuyến bay dài 8 giờ hoặc hơn đều nên được uống thuốc phòng ngừa.
Hiện tại có hai vaccine chính được sử dụng ở Mỹ để phòng ngừa bệnh do meningococcus. Vaccine đôi (MCV4) được cấp phép ở Mỹ năm 2005. Vaccine này được dùng cho người từ 2 đến 55 tuổi. Vaccine polysaccharide (MPSV4) đã được lưu hành từ thập niên 1970 và được sử dụng nếu MCV4 không có hiệu quả, và dành cho người trên 55 tuổi. Thông tin về nhóm người cần được tiêm phòng có ở Trung tâm kiểm soát và phòng ngừa bệnh tật (CDC).